# Edwin Abbott Abbott
Edwin Abbott Abbott (Marylebone, 20 december 1838 – Hampstead, 12 oktober 1926) was een Britse docent en theoloog. Hij is het beste bekend als de auteur van de wiskundige satire en religieuze allegorie Flatland (1884). Abbott was de oudste zoon van Edwin Abbott (1808–1882), rector van de Filologische School in de Londense wijk Marylebone, en zijn echtgenote Jane Abbott (1806–1882). Zijn ouders waren neef en nicht. Abbott overleed aan de griep in zijn huis in Hampstead en werd begraven op het kerkhof aldaar.

## Leven en Werken

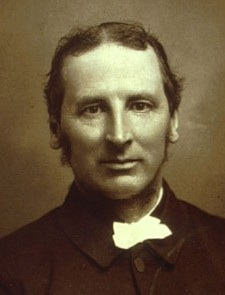
Edwin Abbott Abbott

Hij volgde zijn opleiding aan de City of London School en het St John's College in Cambridge, waar hij cum laude slaagde in klassieke talen, wiskunde en theologie, en staflid werd aan dit college. In 1862 werd hij als predikant bevestigd. Na een leraarschap aan de King Edwards School, in Birmingham, volgde hij in 1865 G. F. Mortimer op als rector van de City of London School op de leeftijd van zesentwintig jaar. Daar had hij de latere premier H. H. Asquith onder zijn hoede.
In 1889 ging hij, relatief jong want hij was pas 50, met pensioen en wijdde zich daarna aan litteraire en theologische bezigheden. Dr. Abbotts vrijzinnige theologische voorkeuren waren zowel duidelijk aanwezig in zijn opvoedkundige denkbeelden als in zijn boeken. Zijn Shakespeariaanse Grammatica (1870) is een blijvende bijdrage aan de Engelse taalkunde. In 1885 publiceerde hij een biografie van Francis Bacon. Onder zijn talrijke theologische geschriften bevinden zich drie anoniem gepubliceerde religieuze romans - Philochristus (1878), een gefingeerde autobiografie van Jezus, Onesimus, de memoires van een discipel van Paulus (1882), en Silanus, de Christen (1906).
Belangrijkere bijdragen zijn de anonieme theologische verhandeling De pit en de Bolster (The Kernel and the Hus) uit (1886), Philomythus (1891), zijn boek De Anglicaanse loopbaan van Kardinaal Newman (The Anglican Career of Cardinal Newman) uit (1892), en zijn artikel “De Evangeliën” in de negende editie van de Encyclopedia Britannica, die een kritische visie bevat, die in de Engelse theologische wereld grote beroering wekte. Hij schreef ook St Thomas van Canterbury, zijn Dood en Wonderen (1898), Het woordenschat bij Johannes (Johannine Vocabulary) in (1905), en Het taalgebruik bij Johannes (Johannine Grammar) in (1906). Flatland werd gepubliceerd in 1884.

## Flatland, Nederlandse vertaling: Platland
Over Flatland
Platland, een roman van vele afmetingen is zijn bekendste boek, dat hij in oktober 1884 publiceerde onder de schuilnaam A Square, Een Vierkant en zelf onder vrienden en kennissen verspreidde. Datzelfde verschenen er nog twee drukken, maar nu niet meer anoniem en met een eigen voorwoord. Twee jaar later kwam er al een Nederlandse vertaling uit bij de Uitgeverij Mijs en sindsdien is het in vrijwel elke taal vertaald. Flatland is eigenlijk een vlijmscherpe satire, die niet onderdoet voor Gullivers reizen, en heel knap de maatschappelijke, morele en religieuze misstanden aan de kaak stelt, verpakt in een vanuit wiskundig oogpunt vrijwel onberispelijke verhandeling (schrijft de hoogleraar wiskunde Thomas F. Banchoff) over dimensies, vanaf de eerste tot voorbij de vierde dimensie.
Charles Hinton schrijft over Flatland:
“Ik zou hebben gewild dat ik in staat was geweest om de lezer zonder aarzeling te verwijzen naar dat ongekunstelde werk Flatland. Maar als ik het weer doorblader, vind ik dat de schrijver zijn zeldzame talent heeft gebruikt voor een doel dat de intentie van het werk oneigen is. Want de fysieke voorwaarden voor het leven op het vlak is niet zijn belangrijkste onderwerp geweest. Hij heeft die gebruikt als een kader om zijn satire en lessen in te plaatsen. Maar wij willen op de eerste plaats de fysieke feiten weten.” (Cit. Thomas F. Banchoff)

## Films
- Flatland The Movie http://www.flatlandthemovie.com/